# Mariano Benlliure
Mariano Benlliure Gil (Valencia, 8 de septiembre de 1862-Madrid, 9 de noviembre de 1947) fue un escultor español, considerado como el último gran maestro del realismo decimonónico.

## Biografía
Mariano Benlliure nació en el barrio del Carmen, de Valencia, concretamente en el nº 16 de la calle Baja, en el seno de una familia de amplia tradición artística, aunque humilde. Su madre fue Ángela Gil Campos y su padre fue Juan Antonio Benlliure y Tomás (1832-1907). Realizaba trabajos de decoración de viviendas dibujando falsas perspectivas, elementos de jardín, jarrones, guirnaldas..., una pintura ornamental muy del gusto de la alta sociedad de la época. Entre sus hermanos mayores destacaron los pintores de caballete Juan Antonio y José, y Blas, pintor de decoración.

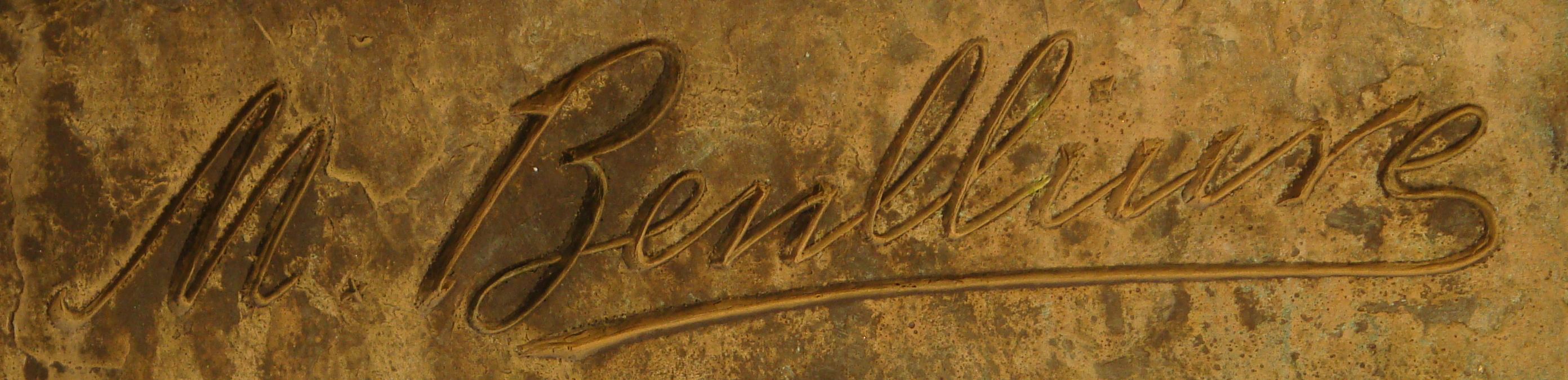
Firma de Mariano Benlliure en el monumento al Marqués de Larios.

Mariano fue un creador muy precoz, pues desde muy niño dejó muestra de su don para la escultura. No empezó a hablar hasta la edad de siete años; dijo de él mismo "He sido mudo hasta los siete años en que comencé a decir algunas palabras. Luego tartamudeé mucho tiempo y tengo dificultad para hablar, incluso cuando me enfado soy más torpe de expresión [...]". Con apenas cinco años acudía junto a su hermano Pepe al estudio de Francisco Domingo Marqués, joven pintor que por aquellos años descollaba apartándose de la tradicional tendencia clasicista y academicista a favor de la corriente realista. A los nueve años Mariano se inició como tallista bajo la tutela de su hermano Pepe, en Madrid. Sus primeros concursos y exposiciones tuvieron lugar antes de cumplir los diez años. Hizo su primera obra importante en Zamora, a la temprana edad de quince años, en 1878. Allí, la misma persona para la que trabajaba temporalmente su padre le encargó un paso procesional, "El Descendido", para la Real Cofradía del Santo Entierro de esa ciudad.
El que sería uno de los más famosos escultores españoles de todos los tiempos comenzó a cultivar en su juventud una materia en la que ocupa un lugar destacado: la tauromaquia, con representaciones en bronce de las distintas suertes y protagonistas del toreo. A los trece años participó en la Exposición Nacional de Bellas Artes de 1876 presentando un grupo escultórico de cera llamado La cogida de un picador.

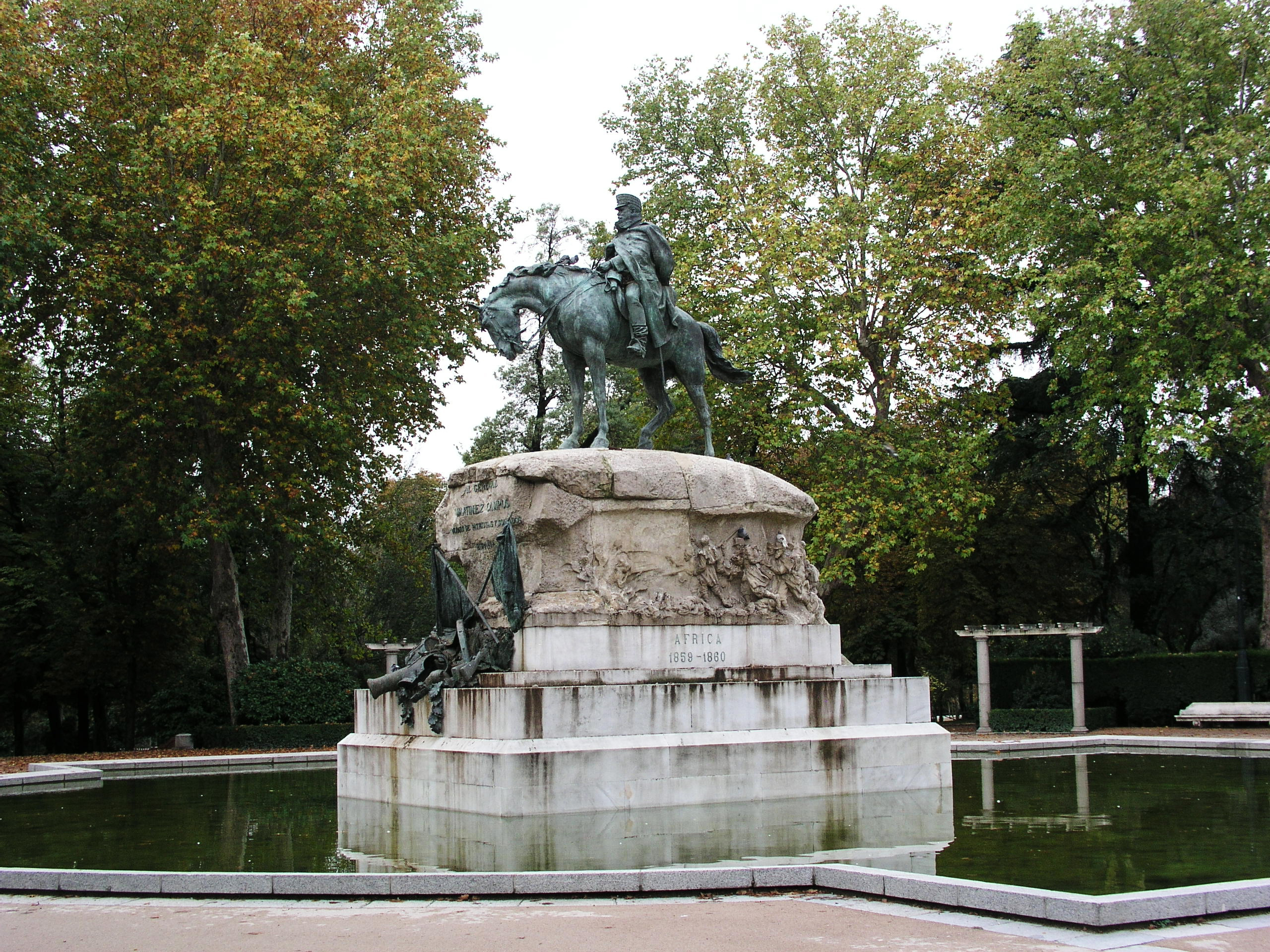
Monumento al general Martínez Campos en el Parque del Retiro de Madrid; inaugurado en 1907.

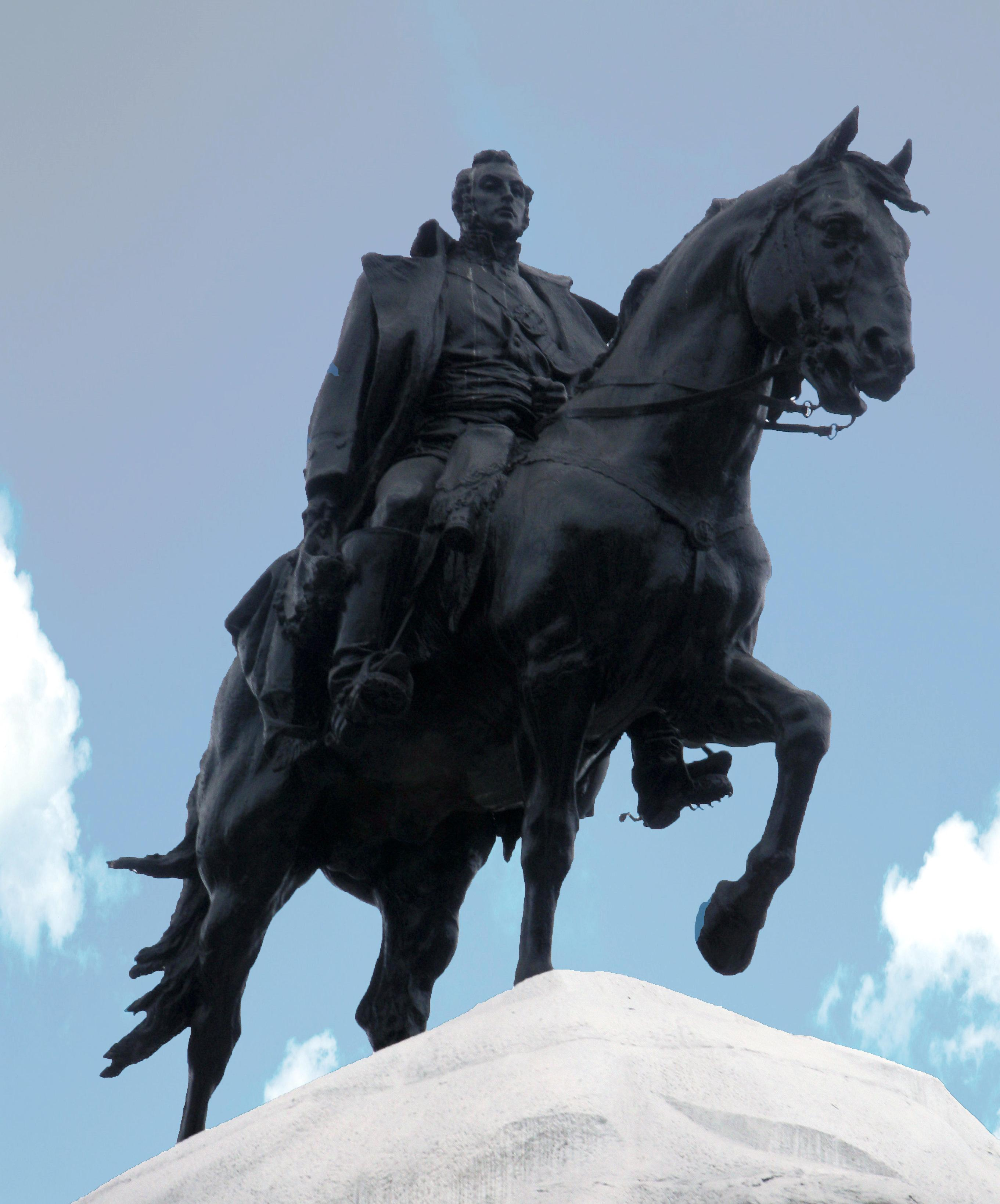
Monumento al general José de San Martín en Lima; inaugurado en 1921.

Su dedicación principal, sin embargo, era entonces la pintura, que siguió cultivando en París al lado de su maestro Domingo Marqués. En 1879 fue a Roma, donde, fascinado por Miguel Ángel, abandonó los pinceles para dedicarse exclusivamente a la escultura. Declarada desierta la Primera Medalla de la Exposición Nacional de Bellas Artes de Madrid de 1884, Benlliure recibió la Segunda por "Accidenti!", un tema novedoso con un monaguillo que se quema con el incensario, lo que significó un paso fundamental en su carrera. En 1887 se estableció definitivamente en Madrid, donde, en la Exposición Nacional de dicho año, obtuvo la primera medalla por la estatua del pintor Ribera. Su nombre pronto adquirió fama. Los bustos y monumentos públicos que realizó son numerosos, entre otras razones porque ganaba casi todas las convocatorias públicas. Caracteriza su estilo un naturalismo detallista y minucioso, un impresionismo espontáneo, de modelado nervioso, tan rápido y vivaz que queda patente en el barro la huella manual del artista. En este orden alcanzó una maestría prodigiosa. Alfonso XIII le encargó trabajos para la Casa Real. Obras importantes suyas son los monumentos de Castelar, Gayarre, Agustina de Aragón, María Cristina de Borbón, San Martín, Velázquez, Fortuny, Joselito y Pastora Imperio. Cultivó además la imaginería religiosa. Ha dejado una producción vastísima, dominando un amplio abanico de técnicas. Alternó sus estancias en Roma con viajes a París y obtuvo primeras medallas en las Exposiciones Internacionales de Berlín, Múnich, Viena y París.

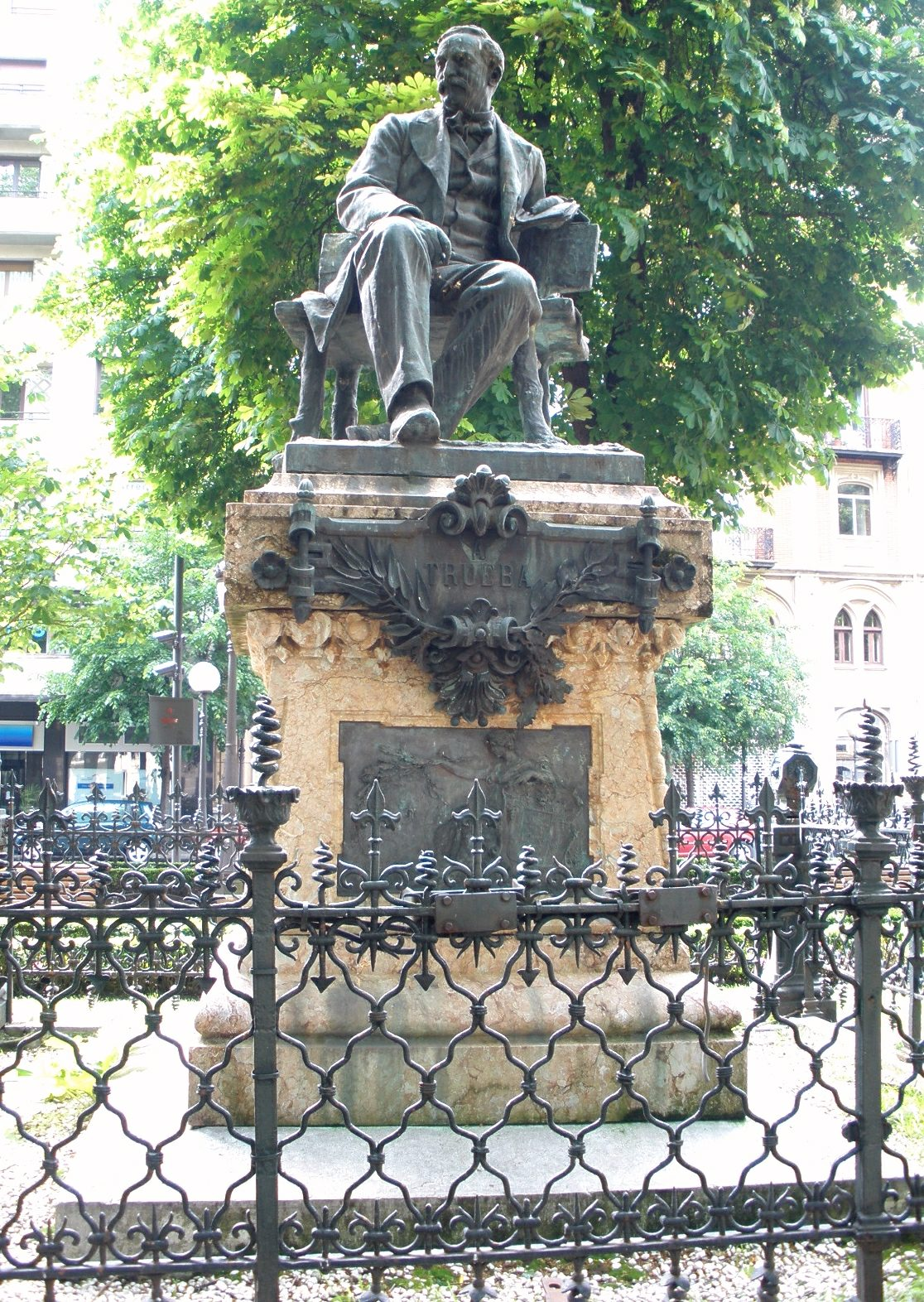
Monumento a Antonio Trueba (1895) en los Jardines de Albia de Bilbao.

En 1887 alcanzó la Primera Medalla con la estatua del pintor José Ribera y en 1895 obtuvo la Medalla de Honor en la Exposición Nacional por la escultura del poeta Antonio Trueba, instalada en Bilbao, ciudad para la que también hizo la estatua de su fundador, Diego López V de Haro. Recibió ilustres condecoraciones extranjeras, como la de la Legión de Honor, de Francia, y la medalla especial del emperador Francisco José. En 1900 ganó en la Exposición Universal de París la Medalla de Honor en Escultura por un conjunto de obras entre las que destacan el Mausoleo de Gayarre, el relieve Retrato de la Familia Real y el busto del pintor Francisco Domingo. En 1910 consiguió el Gran Premio en Escultura en Buenos Aires. Al año siguiente el Pabellón Español de la Exposición Internacional de Roma le dedicó una sala en la que destacó el grupo taurino monumental El Coleo. En España recibió la Medalla de Oro del Círculo Bellas Artes de Madrid en 1924 por el busto La lección. Fue presidente de la Asociación de Escritores y Artistas Españoles durante el periodo 1929 - 1947. Además, fue director de la Academia de España en Roma, director general de Bellas Artes y director del Museo de Arte Moderno de Madrid, así como miembro de diversas Academias de Bellas Artes en Madrid, Valencia, Zaragoza, Málaga, San Lucas de Roma, Milán, Carrara y París, y recibió innumerables condecoraciones como la Legión de Honor francesa, Comendador de la Orden de la Corona italiana o la Gran Cruz de Alfonso X de España. En 1947 se acuñaron las primeras monedas de pesetas con la efigie de Franco, grabadas por el propio Mariano Benlliure.
Casado con la famosa tiple Lucrecia Arana, formó una de las parejas más populares del momento. Gozó de reconocimiento en vida y de una situación económica saneada. Puede decirse que fue el escultor oficial de la Restauración y por su taller madrileño de la calle José Abascal pasaron todos los personajes públicos de ese periodo. Hizo una gran vida social, dejándose ver con frecuencia por cosos taurinos, teatros y tertulias culturales. Fue propietario, entre otros bienes, de la finca de Collado Villalba que hoy ocupa el Colegio de Santa María de los Hermanos Maristas. Tras su fallecimiento en Madrid, sus restos fueron trasladados a Valencia con todos los honores. Sus restos reposan en el cementerio del Cabañal, junto a los de sus padres, según planeó el propio artista. Su tumba, de gran modestia considerando las grandes creaciones funerarias que hizo para otros muchos, solo consta de una sencilla cruz tendida en el suelo y unos altorrelieves con las cabezas de sus padres y su propio busto.
En 2022, con motivo del 75.º aniversario de su fallecimiento, el Ayuntamiento de Madrid invirtió más de 100.000€ en la restauración de obras como el Monumento al Teniente Ruiz y el del General Martínez Campos.
Su nieta, Lucrecia Belliure (1935-2024), hija de José Luis Mariano Belliure y presidenta de la Fundación Mariano Benlliure falleció en diciembre de 2024.

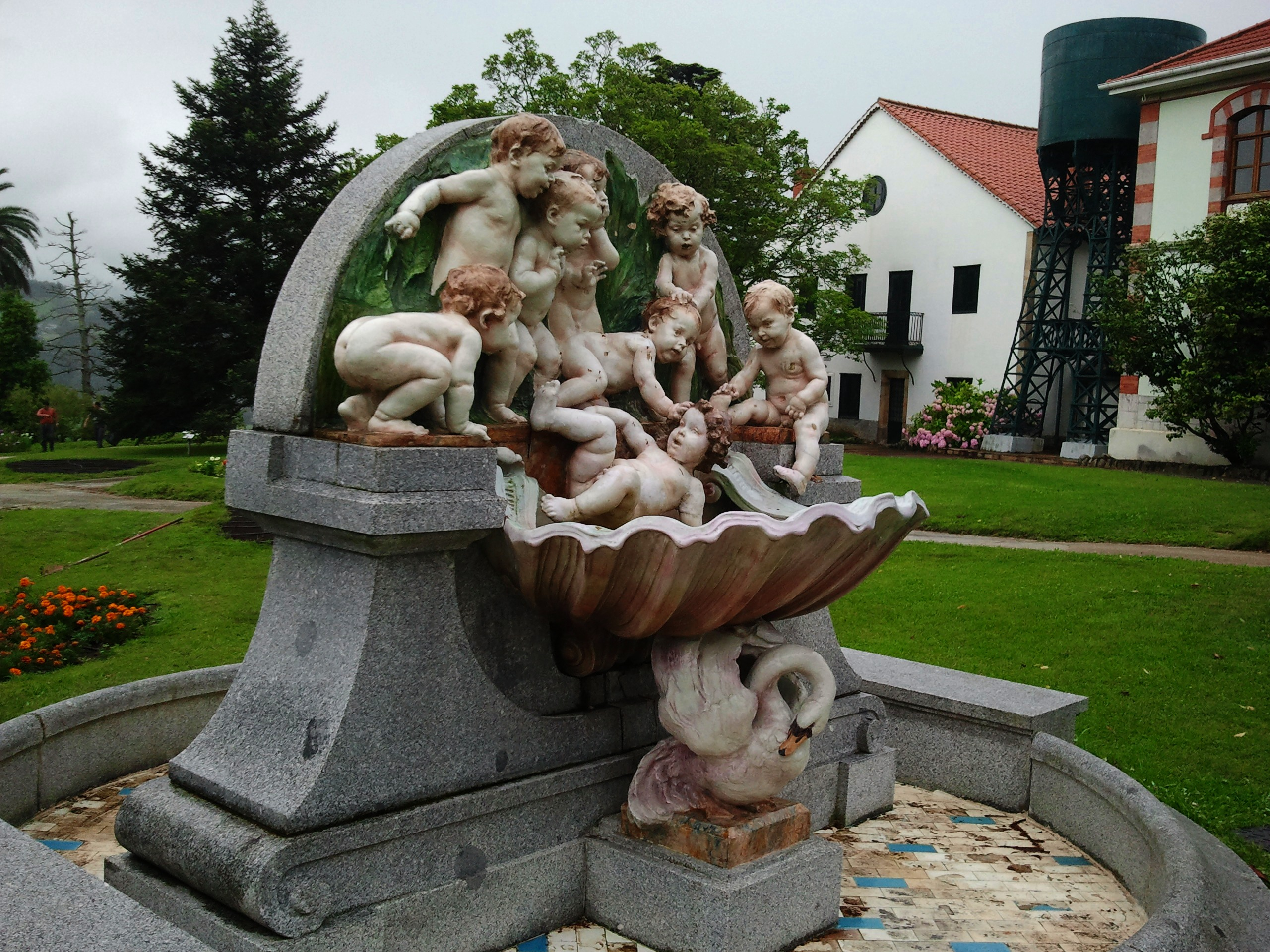
Fuente de los Niños (1928), en Medio Cudeyo, Cantabria. Copia de la original en cerámica policromada realizada por Benlliure por encargo del Marqués de Valdecilla.

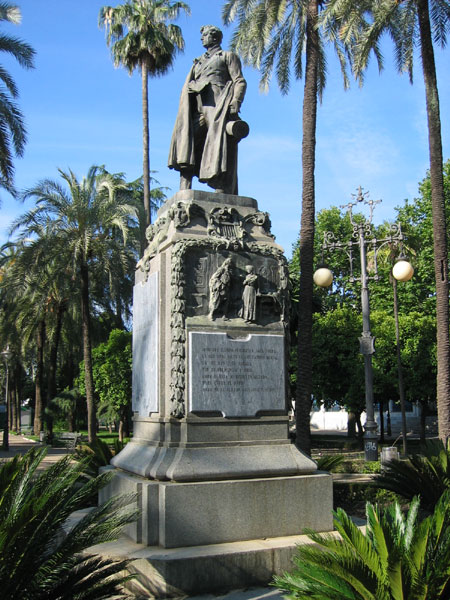
Monumento al Duque de Rivas (1929) en los jardines de la Victoria de Córdoba (España).

## Obra

### Obra civil y funeraria

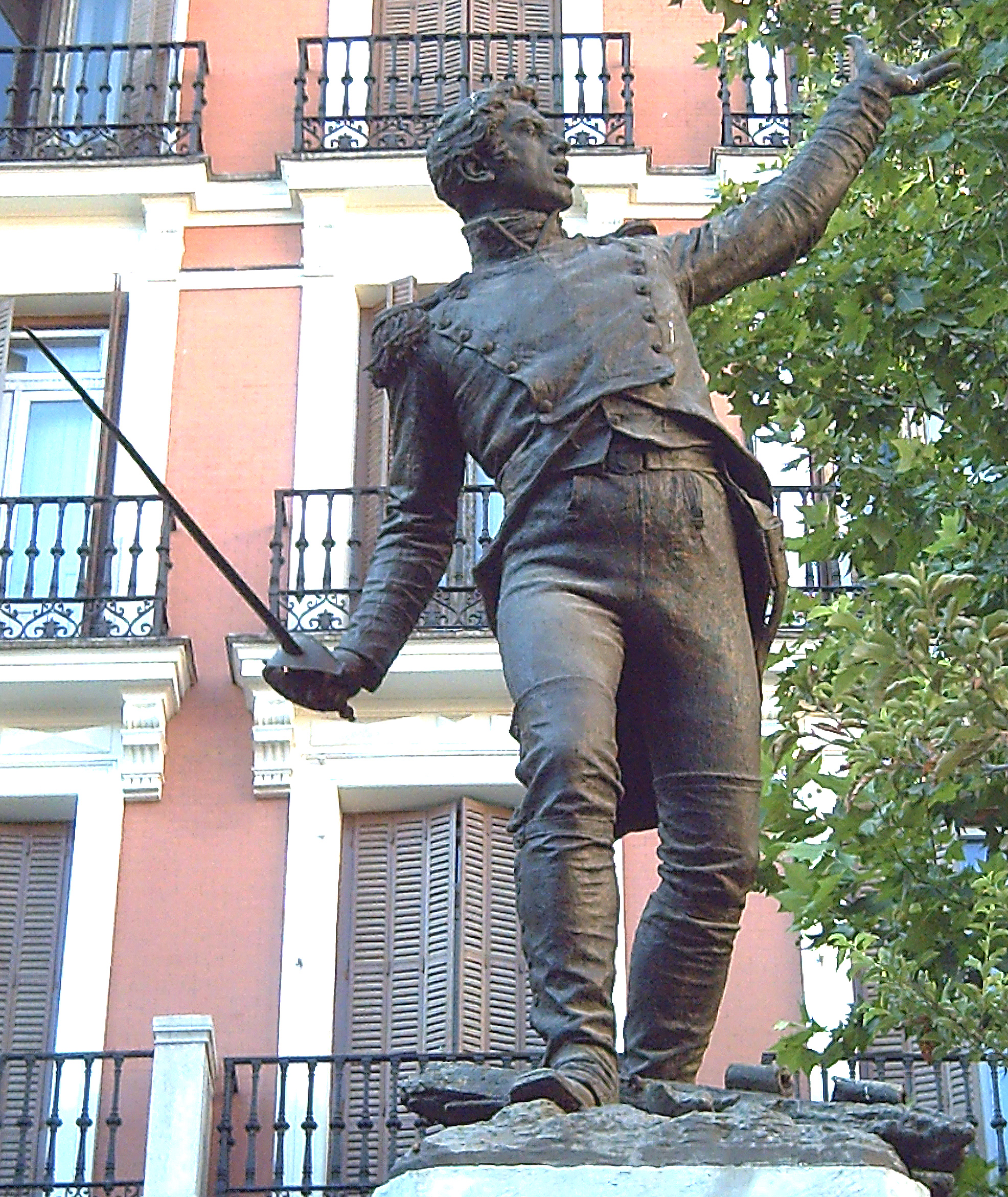
Estatua de Jacinto Ruiz (1891), en la plaza del Rey de Madrid.

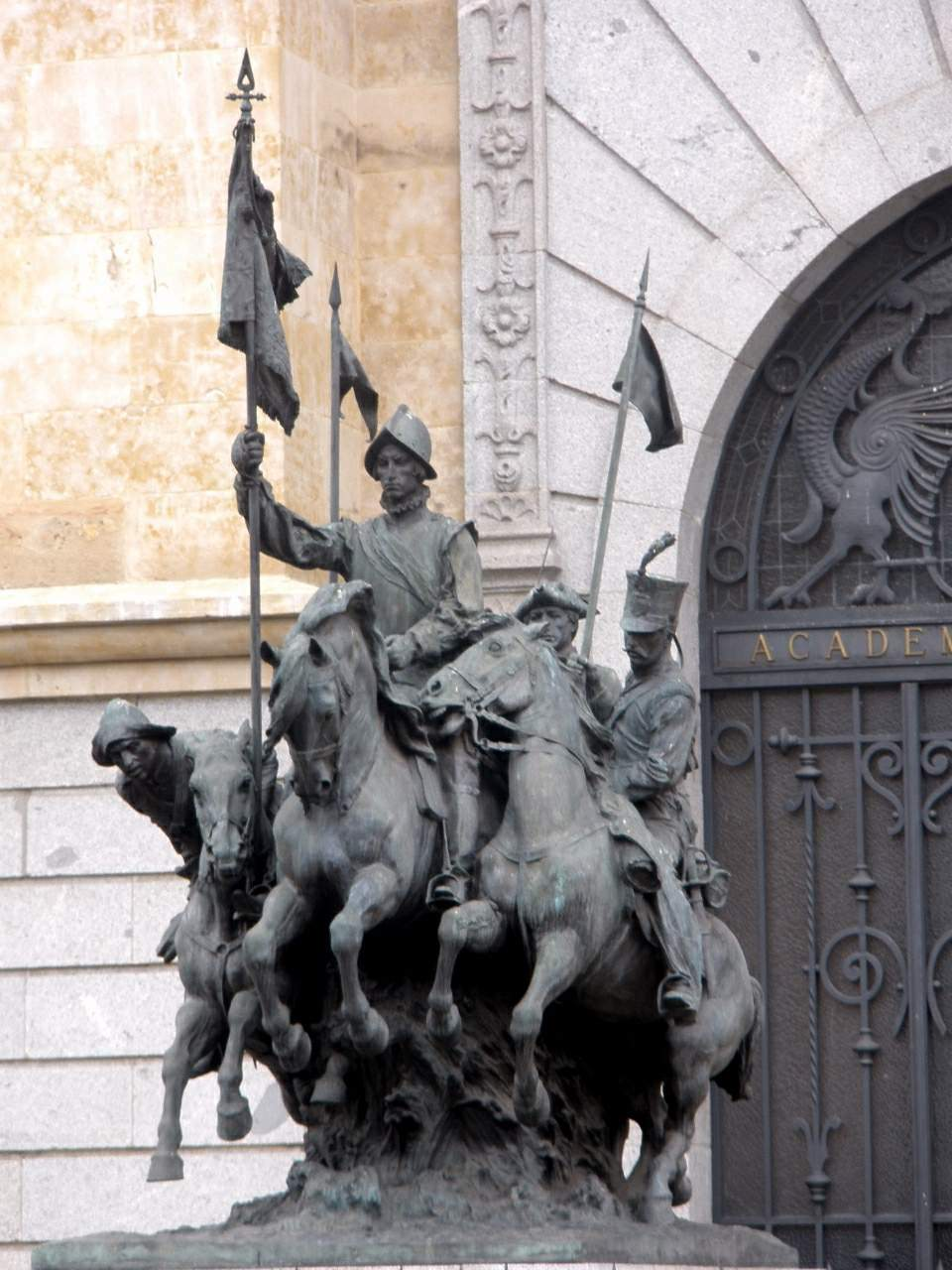
Monumento a los Cazadores de Alcántara (1931), Valladolid.

- Mausoleo de la vizcondesa de Térmens (1914), en Cabra (Córdoba).
- Monumento a Bárbara de Braganza (1882), en Madrid.
- Monumento al teniente Jacinto Ruiz y Mendoza (1891), Madrid (ver).

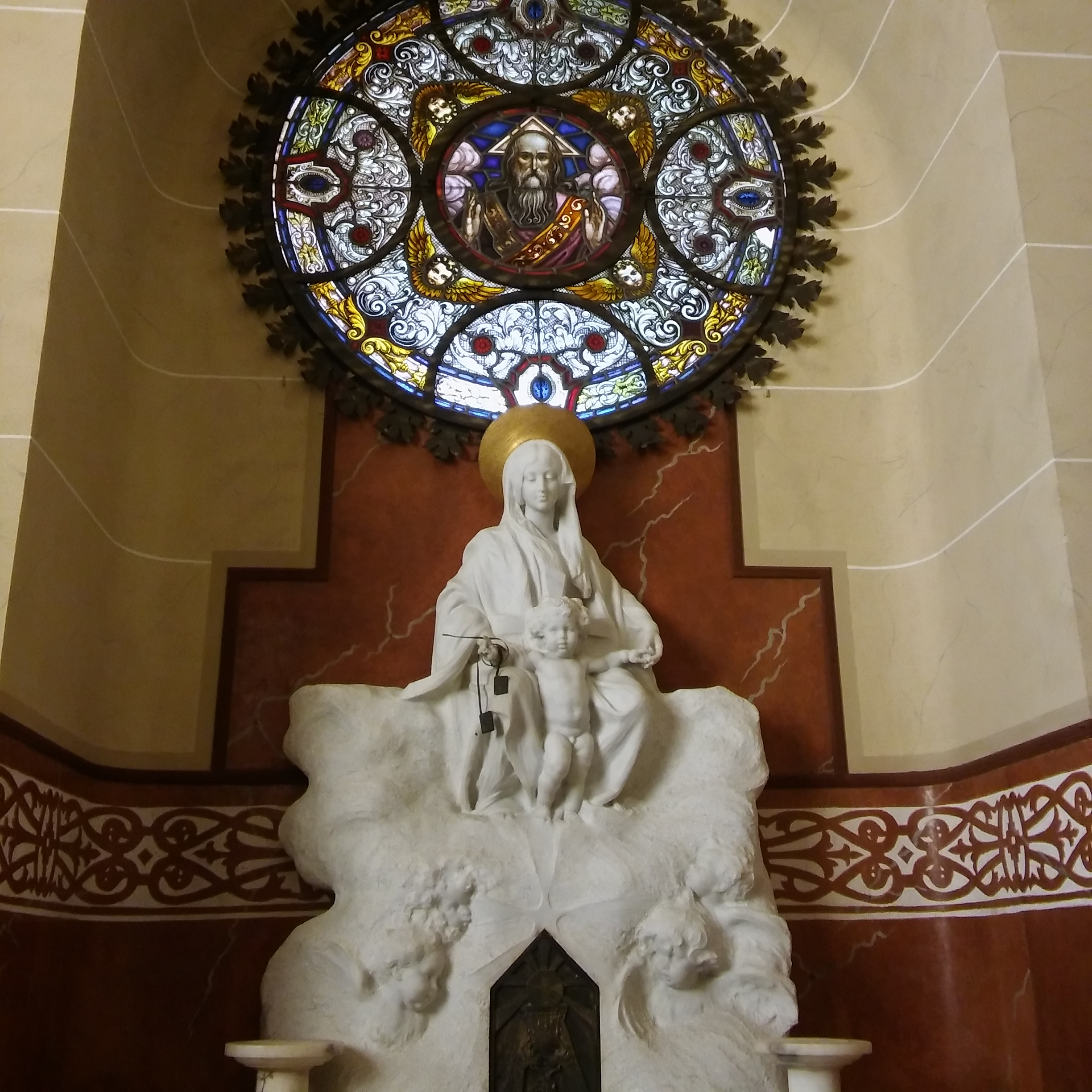
Mausoleo de la vizcondesa de Térmens (1914), en Cabra.

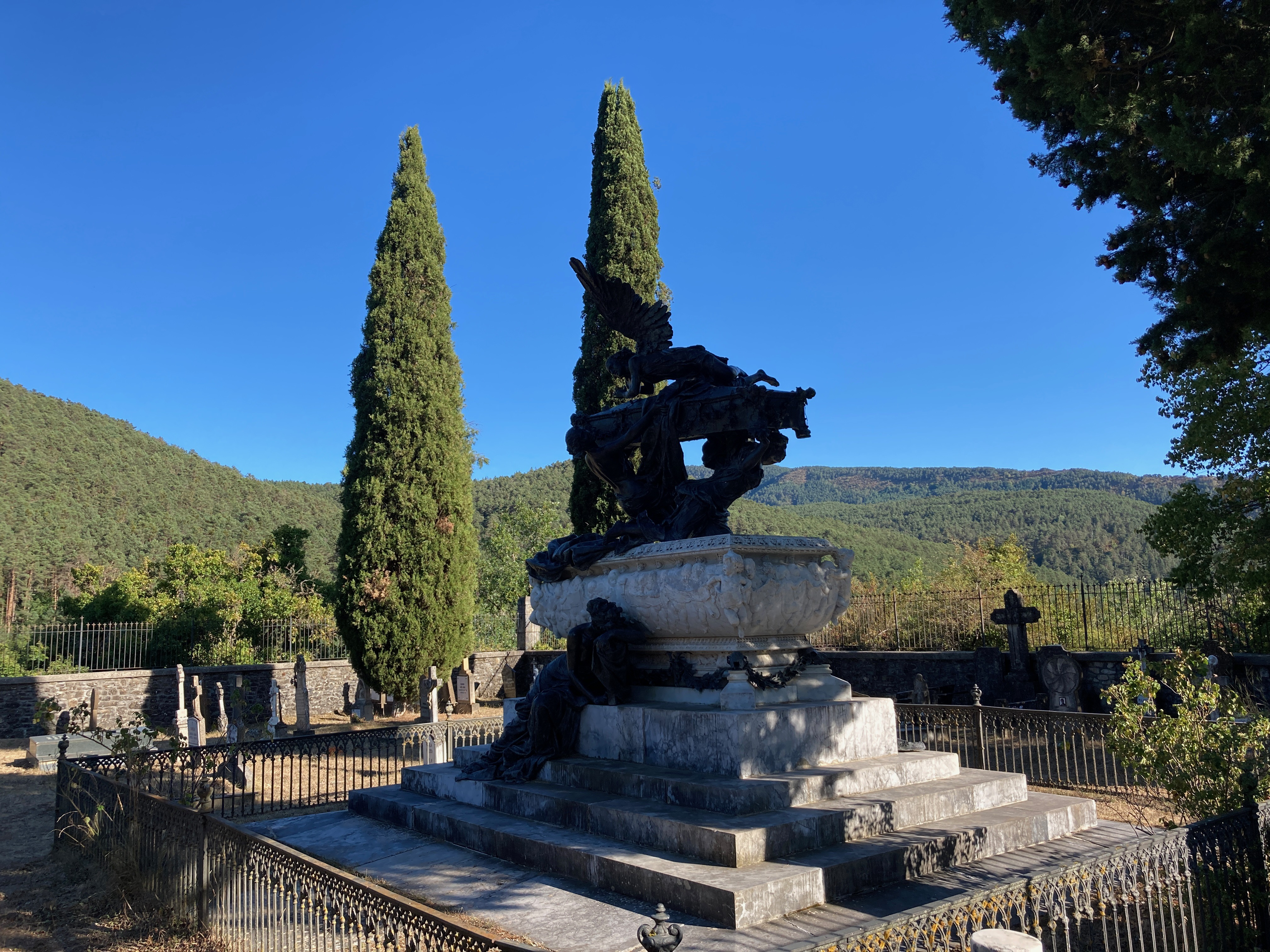
Mausoleo de Julián Gayarre (1891-1895) en Roncal, Navarra.

- Monumento a Álvaro de Bazán (1891), Madrid.
- Monumento funerario a Joselito "El Gallo", en el Cementerio de San Fernando de Sevilla.
- Monumento funerario -mausoleo- al tenor Julián Gayarre (1891-1895), en Roncal, Navarra.
- Monumentos a Sagasta, Eduardo Dato y Canalejas en el Panteón de Hombres Ilustres de Madrid.
- Mausoleo de Blasco Ibáñez (Valencia)
- Monumento funerario a José Arana, en el cementerio de Escoriaza (Guipúzcoa).Monumento funerario a José Arana en Escoriaza (Guipúzcoa).

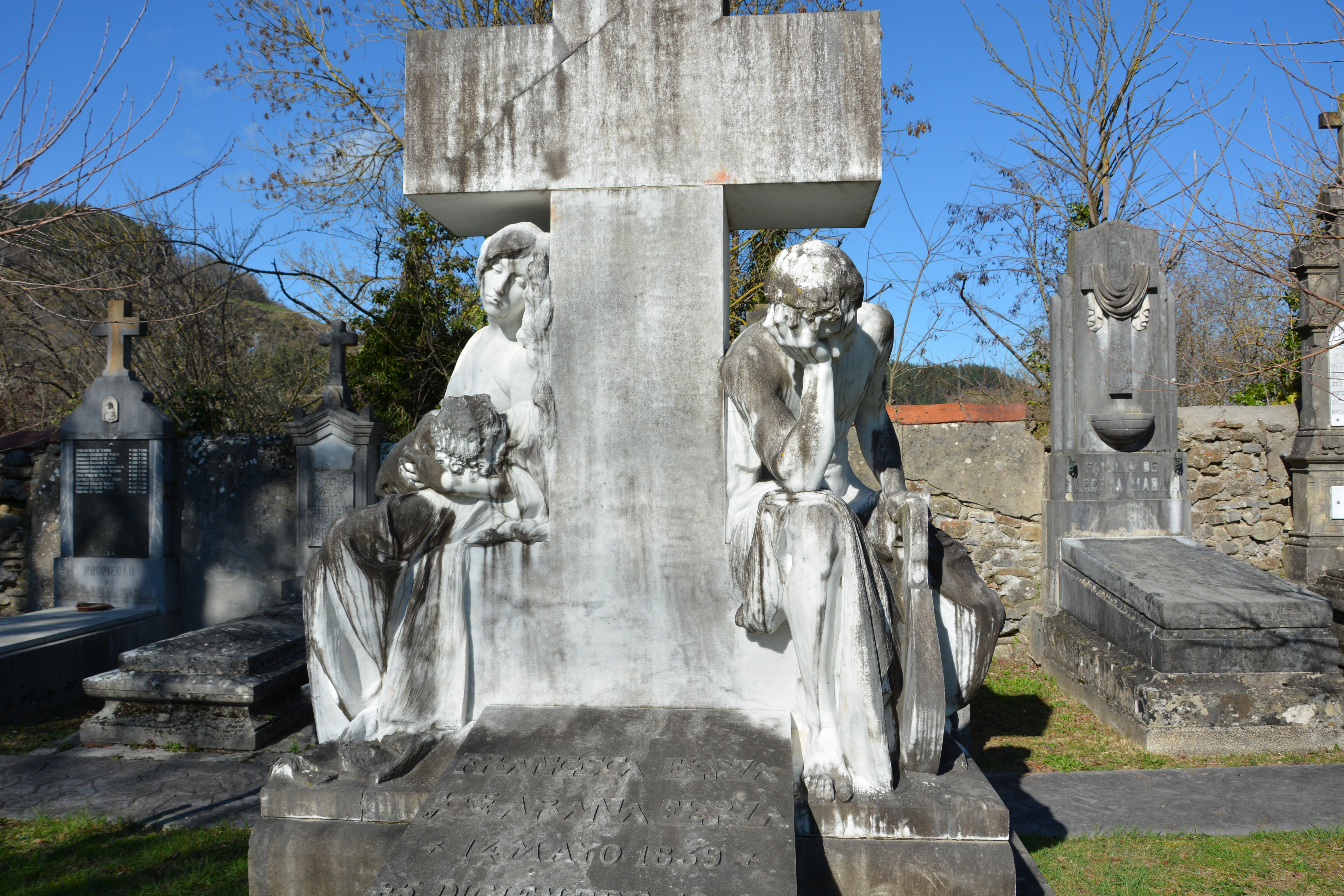
Monumento funerario a José Arana en Escoriaza (Guipúzcoa).

- Ángel que abre la puerta en el mausoleo de la familia Moróder (Valencia)
- Escultura funeraria del tenor Francisco Viñas Dordal (1940-1943), en el cementerio de Montjuïc de Barcelona.
- Monumento a Diego López V de Haro, que en su día se instaló frente al Ayuntamiento de Bilbao y hoy está en la Plaza Circular (antes Plaza de España).
- Monumento a Antonio Trueba (1895), en los Jardines de Albia, en Bilbao.
- Monumento a San Juan de Ribera (1896), en el claustro del Real Colegio del Corpus Christi (Colegio del Patriarca) de Valencia.
- Monumento al Marqués de Larios (1899), en Málaga.
- Monumento a Isabel la Católica (1892), en la plaza de Isabel la Católica de Granada.
- Retratos de la familia de Joaquín Sorolla y Bastida, hoy en la Casa Sorolla, en Madrid.
- Monumento a Goya (1902), frente a la entrada norte del Museo del Prado, en Madrid.[7]
- Panteón de los Duques de Denia (1904) en el Cementerio de San Isidro de Madrid.
- Monumento a Arsenio Martínez Campos en el Buen Retiro, Madrid; inaugurado en 1907.
- Monumento a Emilio Castelar (1908), en Madrid.
- Monumento a Eugenio Montero Ríos (1916), en Santiago de Compostela.
- Monumento a Agustina de Aragón (1908), en Zaragoza.
- Monumento a José Campo Pérez I Marqués de Campo (1908), en Valencia.
- Monumento al General Justo José de Urquiza, en el Parque Urquiza de Paraná, Entre Ríos, Argentina.[8]
- Estatuas alegóricas en el Edificio Metrópolis de Madrid que se inauguró en 1911.
- Monumento al cabo Noval (1912), Plaza de Oriente, Madrid (ver).
- Placa en homenaje al Cardenal José María Martín de Herrera (1915), en Santiago de Compostela.
- Monumento al general José de San Martín (1921), en la Plaza San Martín de Lima.
- Estatua ecuestre de Alfonso XII, 1922.
- Estatua en honor de Aniceto Coloma (1922), Almansa (Albacete).
- Monumento a Miguel Moya (1928), Madrid.
- Monumento a Antonio Maura (1929), Palma de Mallorca.
- Monumento a Miguel Primo de Rivera (1929), Jerez de la Frontera.
- Monumento al Duque de Rivas (1929), Córdoba.
- Monumento a José María Martínez de las Rivas (1931), Galdames (Vizcaya).
- Monumento a los Cazadores de Alcántara (1931), Valladolid.
- Monumento a Bernardo de Irigoyen (1934), plaza Rodríguez Peña, Buenos Aires, Argentina.
- Monumento a su amigo el escultor Aniceto Marinas (1943), en los Jardinillos de San Roque (Segovia).

### Obra religiosa
Almodóvar del Campo (Ciudad Real)
- Virgen de los Dolores, 1942. Hermandad de Nuestra Señora de los Dolores. La imagen está expuesta al culto en la Parroquia de Nuestra Sra. de la Asunción de Almodóvar del Campo.

Cabra (Córdoba)
- Retablos de mármol, sillería del coro y tapa de la pila bautismal de la iglesia de la Asunción y Ángeles.

Calanda (Teruel)
- Milagro de Miguel Pellicer, 1940. Templo del Pilar.

Cartagena
- Santísimo Cristo de la Fe, 1941. Iglesia del Carmen.
- Nuestro Padre Jesús del Prendimiento, 1942. Cofradía California
- Santísima Virgen del Primer Dolor, 1946. Cofradía California
- San Juan Evangelista, 1946. Cofradía California
- Grupo del Beso de Judas, 1946. Cofradía California
- Santísimo Cristo de la Flagelación, 1947. Cofradía California
- Jesús del grupo de la Entrada en Jerusalén, 1947. Cofradía California

Crevillente (Alicante)
- Nuestro Padre Jesús Nazareno, 1944.
- María Magdalena, 1945.
- Virgen de los Dolores, 1946. Cofradía Virgen de los Dolores. La imagen está expuesta al culto en la Iglesia de Nuestra Señora de Belén de Crevillente.
- Santísimo Cristo de Difuntos y Ánimas, 1946.
- Las Tres Marías y San Juan, 1946. Uno de los más bellos grupos escultóricos procesionales.
- Santísimo Cristo Yacente, 1946.
- Entrada de Jesús en Jerusalén, 1947. Última obra realizada por el artista valenciano.
- San Juan de la Tercera Palabra de la Cruz, 1947. Adquirida por la familia de D. Vicente Martínez Mas y su esposa Dña. Encarnación Carreres a los herederos y colaboradores del artista, confirmando la autoría de Benlliure.
- Nuestra Señora del Rosario, 1945 (patrona de Crevillente).

Cuenca
- Alegoría de la Fe y de la Esperanza, Catedral de Cuenca

Hellín (Albacete)
- Cristo Yacente (1942)

Cabe destacar que Hellín estuvo a punto en dos ocasiones de perder la singular imagen que realizó Mariano Benlliure; una de ellas fue el mismo escultor que una vez concluido el trabajo del Cristo no quiso desprenderse de la imagen e intentó quedarse con ella. La segunda ocasión fue el papa Pio XII que mandó un comunicado a Hellín para traspasar la imagen del Yacente al Vaticano al precio que fuese. Sin duda Hellín dijo un "no" a las dos propuestas, ya que es una verdadera figura de anatomía.
Madrid
- El Divino Cautivo, 1944. Real Hermandad y Cofradía de Nazarenos de Ntro. Padre Jesús Divino Cautivo.[9]
- Virgen de Gracia de San Lorenzo de El Escorial. Hermandad de Romeros de La Virgen de Gracia. San Lorenzo de El Escorial.

Málaga
- Nazareno del Paso, 1935. Archicofradía del Paso y la Esperanza.
- Cristo de la Expiración, 1940. Archicofradía de la Expiración.

Onteniente
- Mare de Déu en la seua Soledat, 1943.[10]
- Cristo yacente, 1943.

Salamanca
- Nuestra Señora de la Soledad, 1941-1943. Hermandad de la Soledad, Catedral Nueva de Salamanca.
- Estatua orante del XVII Marqués de Cerralbo y Frontal de altar, en la Capilla de Cerralbo de Ciudad Rodrigo.

Andújar (Jaén)
- Santísimo Cristo de la Agonía, 1943. Se encuentra en el Real Santuario Basílica de Nuestra Señora de la Cabeza
- Sagrado Corazón de Jesús, 1943. También en el Real Santuario Basílica de Nuestra Señora de la Cabeza.

Úbeda (Jaén)
- Nuestro Padre Jesús de la Caída, 1942. Muy Ilustre Cofradía de Nuestro Padre Jesús de la Caída y María Santísima de la Amargura de Úbeda (Jaén)[11]
- La Estocada de la tarde y dos medallones de políticos de su época. Colección del Palacio Vela de los Cobos. Úbeda (Jaén).

Villanueva del Arzobispo (Jaén)
- Santísimo Cristo de la Veracruz, año 1942. Esta imagen es el patrón de la ciudad y se venera en el Templo de la Veracruz.

Villanueva de la Serena (Badajoz)
- Nuestra Señora la Virgen de los Dolores fechada en 1943, es la imagen titular de la Cofradía de Nuestra Señora la Virgen de los Dolores y la única en Villanueva de la Serena que procesiona bajo palio. Fue adquirida por suscripción popular, llegando a la ciudad el 25 de julio de 1943. Sorprende por su realismo y por la serenidad de su rostro que, a la vez, refleja un dolor contenido que, sin lugar a dudas, la hace originalmente bella.

Zamora
- El Descendido, 1879. Grupo escultórico que desfila la tarde de Viernes Santo en la Real Cofradía del Santo Entierro.
- La Redención, 1931. Grupo escultórico que sale en la madrugada de Viernes Santo en la Cofradía de Jesús Nazareno (vulgo, "Congregación")

Játiva (Valencia)
- Virgen de la Seo o Mare de Déu de la Seu, 1943.

Valencia
- Trono-anda de la Santa Faz, 1944, el cual acabó con la trilogía típica de nazarenos, dolorosas y cristos en la Semana Santa Marinera del Cabanyal-Canyamelar.

Villanueva de los Infantes (Ciudad Real)
- Cristo Yacente "El sepulcro", parroquia San Andrés Apóstol.